# Eynelli, Niğde
Eynelli là một xã thuộc huyện Çamardı, tỉnh Niğde, Thổ Nhĩ Kỳ. Dân số thời điểm năm 2011 là 1017 người.